# USS Williamsburg (AGC-369)
Pour les articles homonymes, voir Williamsburg.
 (septembre 2008).
L'USS Williamsburg est un ancien yacht du président des États-Unis entre 1945 à 1953.
Construit pour être un yacht privé d'un magnat américain, il servit de canonnière en Atlantique Nord durant la Seconde Guerre mondiale avant d'être retransformé en yacht présidentiel puis en navire de recherche océanographique américain sous le nom d’Anton Bruun jusqu'à la fin des années 1960. En 2008, il se trouve à quai, à l'état d'épave, au port de La Spezia en Italie.

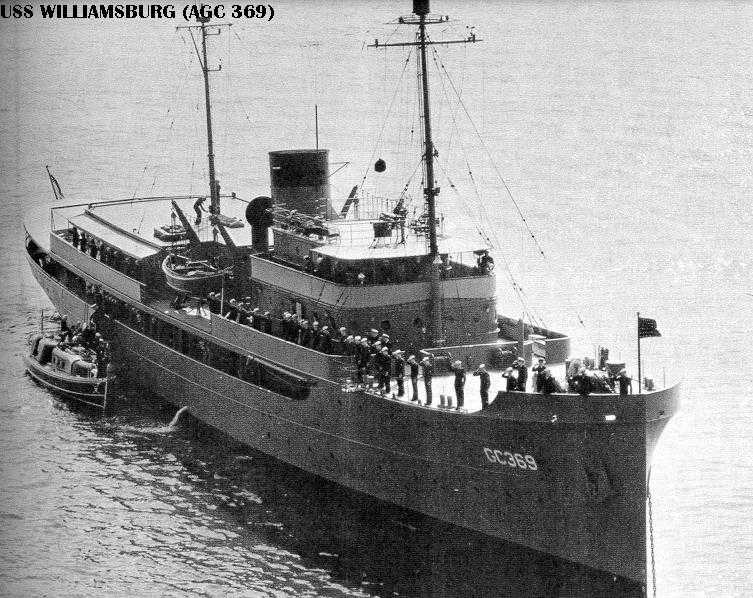
Le président Truman monte à bord de l'USS Williamsburg en 1946.
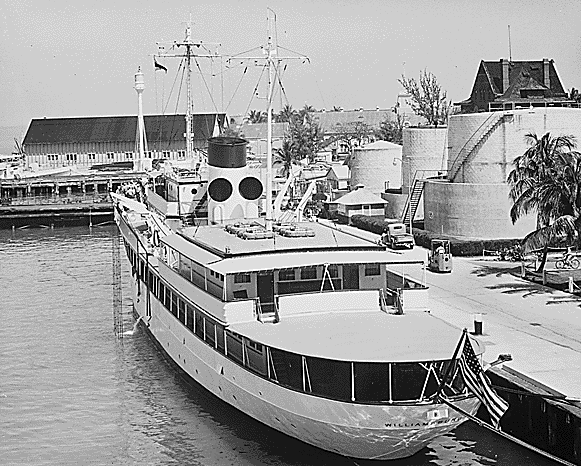
L'USS Williamsburg, à quai à la base navale de Key West en Floride en 1951, durant les vacances du Président Truman.
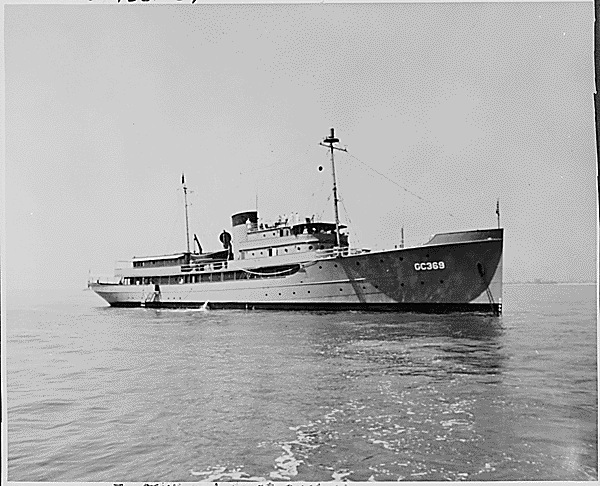
Le Williamsburg au mouillage en 1946.

## Yacht privé
Initialement nommé Aras, il fut lancé le 8 décembre 1930 par le chantier naval Bath Iron Works dans le Maine et livré au magnat de la pâte à papier Hugh J. Chisholm le 15 janvier 1931.
L’Aras à coque d'acier avait une longueur de 73 mètres, un tirant d'eau de 11 mètres. Il était propulsé par deux moteurs diesel de 1 100 ch permettant une vitesse de 13,5 nœuds.
L'US Navy en fit l'acquisition le 24 avril 1941 et le renomma Williamsburg. Il entra alors au chantier de réparation naval, Brewer Drydock and Repair Co. de Brooklyn à New York le 23 juin pour être transformé en canonnière.

## Navire de guerre
L'USS Williamsburg (PG 46) fut commissionné au New York Navy Yard le 7 octobre 1941, commandé par le Lt. Commander Frederick S. Hall. Il se rendit au Norfolk Navy Yard pour compléter son équipement.
Comme canonnière, le Williamsburg était équipé de trois canons de 30 mm, de six mitrailleuses calibre 50, de deux mitrailleuses Lewis de calibre 30, de deux lance-grenades anti-sous-marines, d'un lance-grenades en Y, et se trouvaient à bord 16 fusils à canon rayé et 10 pistolets. Son équipage complet était de 81 hommes.
Le navire partit de Norfolk le 2 décembre, fit une courte escale à Washington DC et arriva à Halifax en Nouvelle-Écosse le 6 décembre (Halifax était alors un des points de rassemblement des navires avant de traverser l'Atlantique Nord en convoi vers la Grande-Bretagne en guerre) le jour avant l'attaque japonaise contre Pearl Harbor.
Le Williamsburg quitta Halifax le 8 décembre pour l'Islande, d'abord Hvalfjörður puis Reykjavik qu'il atteint en décembre 1941.
Il arrive à temps alors que la base d'opérations navales en Islande nouvellement créée rencontrait des difficultés. Le contre-amiral James L. Kauffman, premier commandant de la base islandaise, arriva à Reykjavik sur le cuirassé USS Arkansas (BB-33) peu après l'entrée en guerre des États-Unis. Il ne trouva pas de quartiers existants à terre, pour lui et son état-major. De plus, alors que des tentatives étaient faites pour installer une station navale à Reykjavik, la congestion du port vu le nombre de navires présents et le manque d'espace disponible rendaient impossible de laisser un bateau en permanence à quai. Aussi, il était nécessaire d'avoir un navire qui pouvait être ancré à l'écart des quais. Le problème fut résolu quand l'amiral Kauffman transféra son pavillon de l’Arkansas sur le Williamsburg à Hvalfjörður le 23 décembre. Comme l'autorité militaire portuaire en Islande à ce moment-là cherchait aussi à installer un quartier-général, ses officiers commandants et son état-major s'installèrent aussi le Williamsburg.
Le contre-amiral déménagea du Williamsburg durant le printemps 1942. Le navire se trouvait alors amarré sur le quai principal de Reykjavik. Il servait non seulement de navire amiral à Kauffman mais aussi de quartiers pour le personnel des communications et pour l'état-major de l'amiral. Quand Camp Knox — les installations de la marine américaine en Islande — fut achevé à la mi-mai, le Williamsburg fut libéré pour d'autres tâches.
La canonnière partit le 18 mai avec plusieurs officiers pour une inspection autour de l'Islande. Menée par le Major General Charles Bonesteel, le groupe d'officiers inspectèrent les bases d'Akureyri, Dalvík, Búðareyri et Reyðarfjörður.
Le navire va pendant un an servir de bateau d'escorte et d'assistance à proximité de l'Islande pour les cargos américains et britanniques des convois passant dans ces eaux.
Le navire retourna à New York via Terre-Neuve, le 22 février. Il fit une révision complète sur les quais de la Bethlehem Steel à Hoboken dans le New Jersey. Après un mois de réparations, le Williamsburg navigua jusqu'à Norfolk où il devint le navire amiral du contre-amiral Donald B. Beary, commandant le Centre d'entrainement opérationnel de la Flotte atlantique.
Les deux années suivantes, le Williamsburg opéra principalement dans la zone d'Hampton Roads-baie de Chesapeake, occasionnellement déployé à Newport, New York, dans les eaux de Floride ou de la baie de Guantánamo à Cuba.
Le Williamsburg passa sous l'autorité du commandement de la Service Force de la Flotte atlantique le 16 juin 1945. Le 10 juillet, il entra aux chantiers navals de la marine américaine à Norfolk pour être transformé en navire amiral de la force amphibie. Le besoin d'un tel navire s'était fait sentir dans le Pacifique et comme la guerre avec le Japon n'était pas terminée, le Williamsburg fut choisi pour répondre à ce besoin. La fin brutale de la guerre avec le Japon après les bombardements atomiques d'Hiroshima et Nagasaki entraîna l'arrêt des travaux sur le navire. Il fut alors décidé qu'il servirait de yacht présidentiel en remplacement de l'USS Potomac (AG-25), l'ancien cutter (cotre) de la Garde-côte américaine et pendant longtemps, navire favori du président Roosevelt.

### Yacht présidentiel

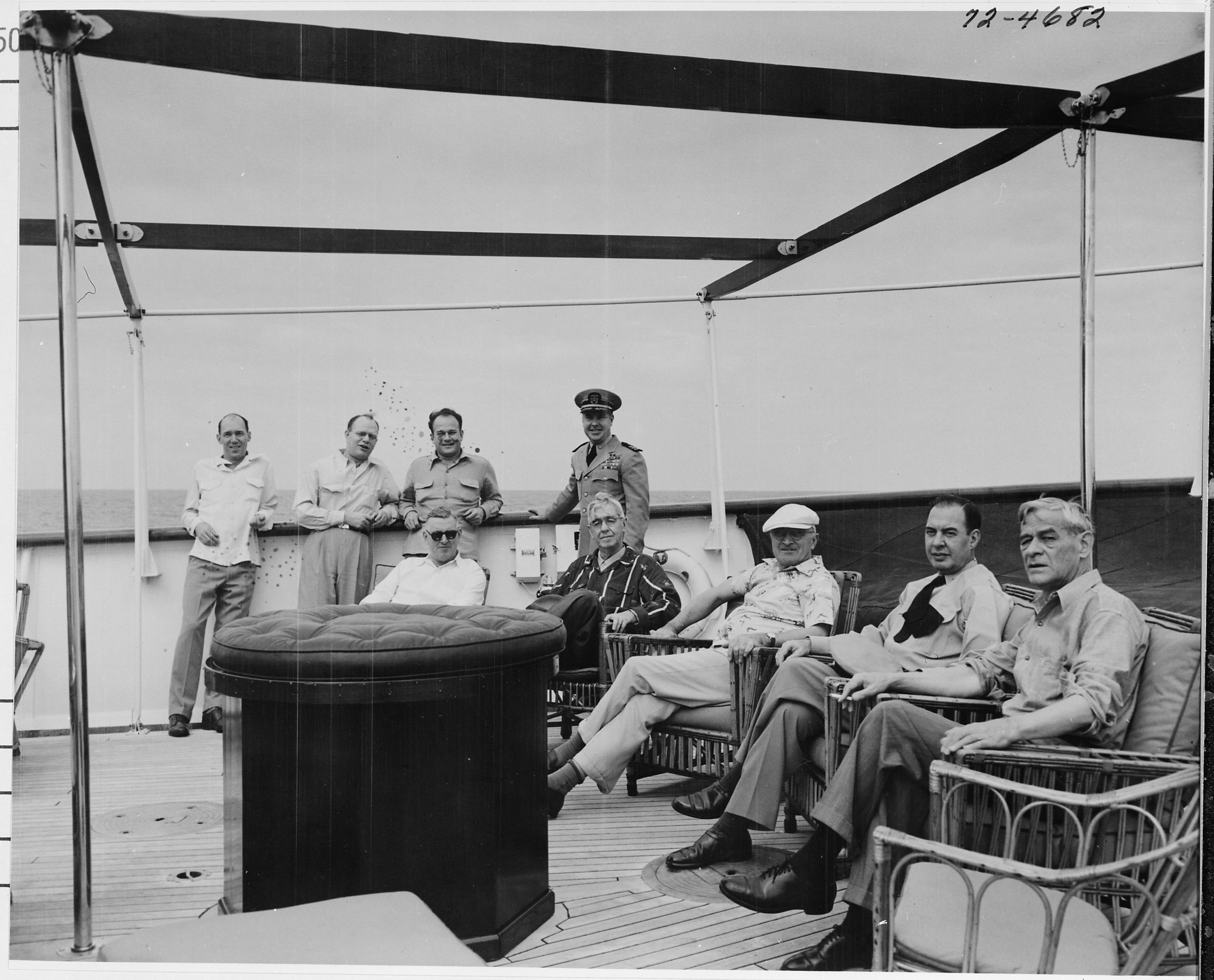
Le Président Truman et ses invités, en vacances à Key West sur le Williamsburg

Le Williamsburg resta à Norfolk en novembre pour sa conversion puis navigua jusqu'au Washington Navy Yard où le 5 novembre 1945, il releva alors le Potomac comme yacht présidentiel.
Dans les années suivantes, le Williamsburg servit deux présidents américains Harry Truman et Dwight Eisenhower.
Durant la présidence Truman, le navire embarque plusieurs personnalités américaines et étrangères dont George Marshall alors secrétaire d'État des États-Unis (ministre des Affaires étrangères), le président mexicain Miguel Alemán Valdés et deux premiers ministres britanniques successifs, Winston Churchill et Clement Attlee. Le navire naviguait principalement sur le fleuve Potomac et dans la baie de Chesapeake, ne s'aventurant qu'occasionnellement sur l'océan pour des croisières vers la Floride, les Bermudes, Cuba et les îles Vierges.
Le président Eisenhower ne fit qu'une croisière à bord du Williamsburg avant de demander son déclassement. Il monta à bord à Washington le 14 mai 1953 et navigua vers Yorktown en Virginie, où il débarqua pour visiter la ville coloniale de Williamsburg, d'où le bateau tirait son nom. Le président ayant réembarqué le même jour, le yacht atteint Norfolk puis Annapolis dans le Maryland, avant de retourner au Washington Navy Yard pour y laisser le président le 18 mai.
C'est la dernière croisière connue du Williamsburg comme yacht présidentiel. Il fut retiré du service au Washington Navy Yard le 30 juin 1953 et fut envoyé au Potomac River Naval Command pour entretien et conservation. Déplacé ensuite à Newport (Rhode Island), il resta sous « statut spécial » jusqu'au 2 avril 1959. Le Williamsburg fut alors rayé de la liste des navires de l'US Navy le 1er avril 1962.

## Navire de recherche océanographique

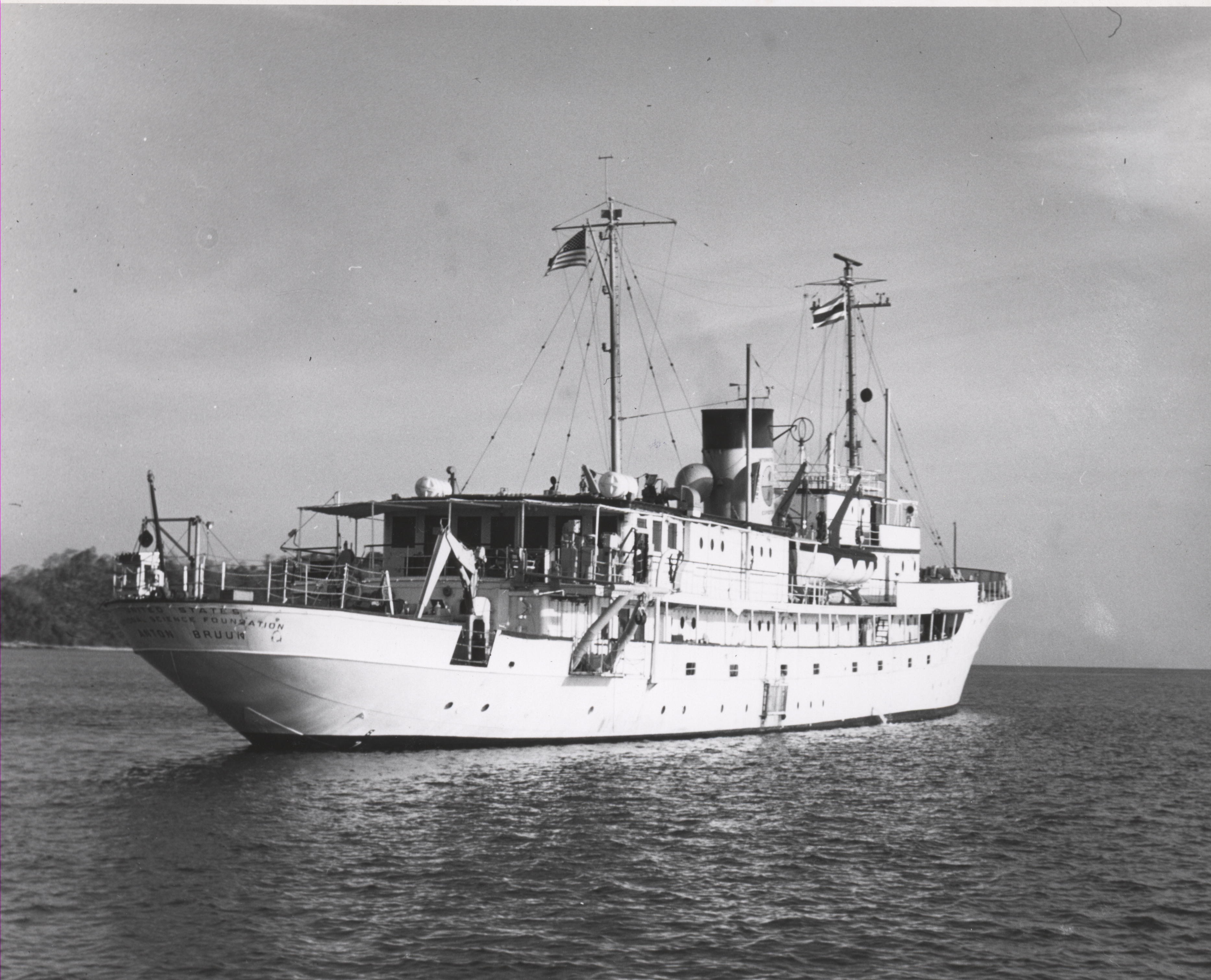
Le Williamsburg devenu le navire océanographique Anton Bruun.

Le navire fut transféré à la National Science Foundation le 9 août 1962. Il allait alors devenir un navire de recherche océanographique de l'Institut océanographique de Woods Hole. Lors du réaménagement du navire, les luxueuses cabines présidentielles et les autres équipements de yachting furent supprimés et des équipements spéciaux furent installés. Il fut équipé d'un laboratoire avec microscopes et divers instruments, ainsi qu'un vivier d'eau de mer pour pouvoir conserver les spécimens vivants capturés. Deux treuils et une petite grue furent installés pour le dragage et les travaux en haute mer tandis que deux petites plates-formes étaient ajoutées sur chaque côté du navire pour permettre la pêche à la ligne longue. Les moteurs du navire furent reconditionnés et les barres antiroulis furent modifiées pour donner plus de stabilité au bateau.
Renommé Anton Bruun, en l'honneur du biologiste et océanographe danois Anton Bruun (1901-1961), le navire fit dix campagnes dans l'océan Indien, menant des études sur la vie aquatique sur de larges zones à la surface, à des profondeurs intermédiaires et sur le fond marin. Il récolta plusieurs spécimens de plancton, procéda à des pêches à la ligne et au chalut en eaux profondes et mena des observations météorologiques. Il procéda également à des collectes périodiques d'échantillons d'eau de mer. Se trouvaient à bord des scientifiques américains, indiens, thaïlandais, pakistanais et brésiliens.
Après la fin de sa campagne en océan Indien, l’Anton Bruun retourna aux États-Unis en février 1965. Huit mois plus tard, il navigua dans l'océan Pacifique pour mener une série de huit campagnes dans le cadre du Programme océanographique dans le Sud-est Pacifique, menant des recherches biologiques dans la région du courant de Humboldt et d'autres zones du Sud-est Pacifique. L’Anton Bruun par la suite continua les voyages océanographiques jusqu'en 1968. Durant cette année, alors qu'il était dans un dock flottant pour des réparations, le dock coula brutalement entraînant d'importants dommages sur le navire. Selon le livre Oceanographic Ships Fore and Aft, publié par l'Oceanographer of the Navy en 1971, l’Anton Bruun devait être transféré au gouvernement indien. La restauration, compte tenu des dommages apparents, ne sembla pas économiquement rentable.

## Suite
Mis à la vente par l'United States Maritime Administration, l'ancienne canonnière, ancien yacht présidentiel puis navire océanographique fut acquis dans un but commercial pour servir à la fois de bateau musée et d'hôtel-restaurant, amarré dans la Salem River dans le New Jersey, mais au lieu de cela, il fut désarmé (selon une autre source, il servit bien pendant quelques années de bateau pour accueillir des réceptions).
En 1993, l'ancien Williamsburg fut transféré à Gênes en Italie pour être converti en navire de croisière de luxe. Ces plans ne furent jamais réalisés, et l'ancien yacht fut laissé à l'abandon. Il devait être mis à la casse à La Spezia quand un appel urgent fut lancé auprès du gouvernement italien pour le sauver. La « USS Williamsburg Preservation Society » fut créée dans le but de faire revenir le navire aux États-Unis pour être restauré et préservé.

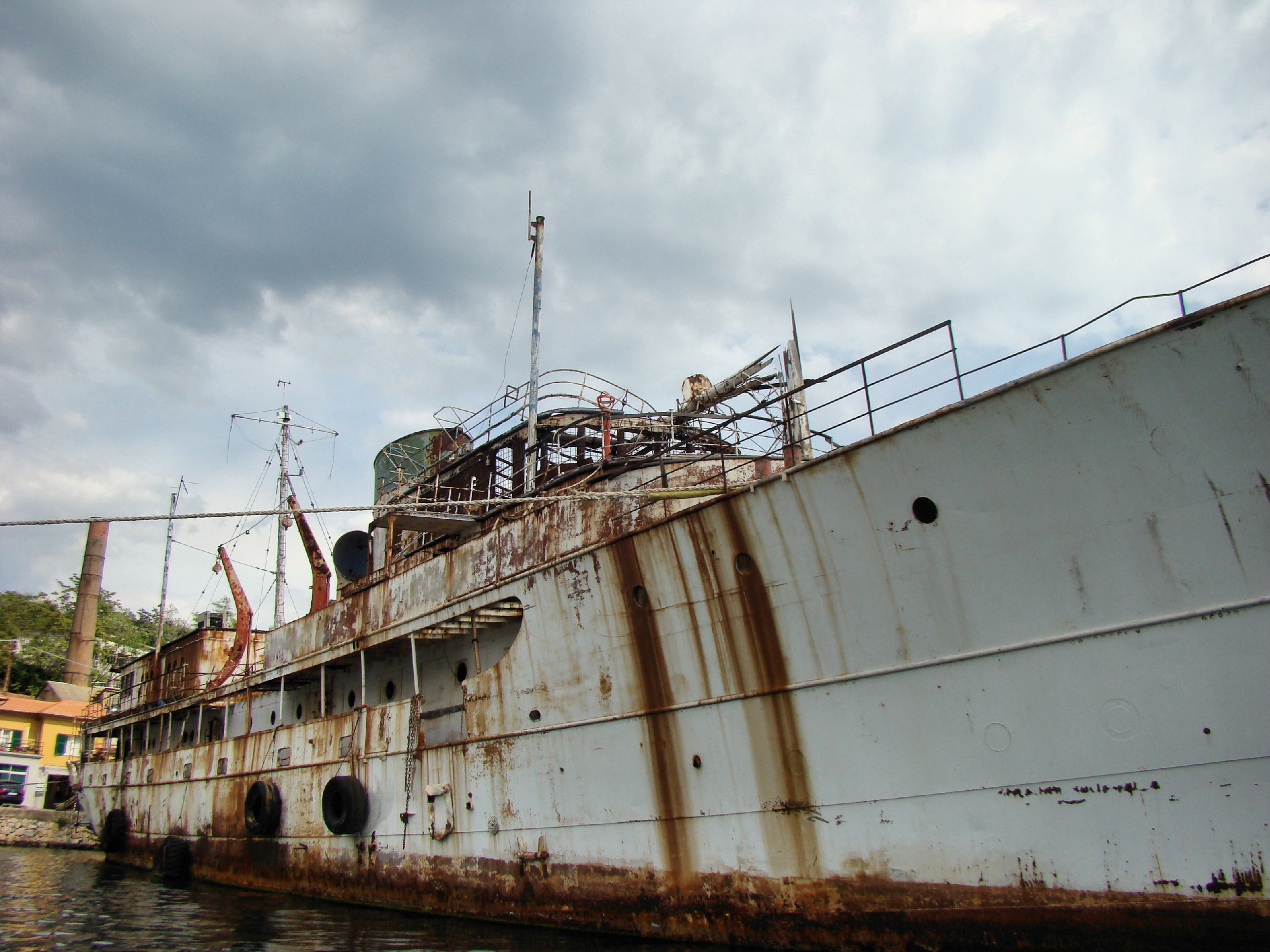
Le Williamsburg rouillant sur un quai à La Spezia en Italie (2008).
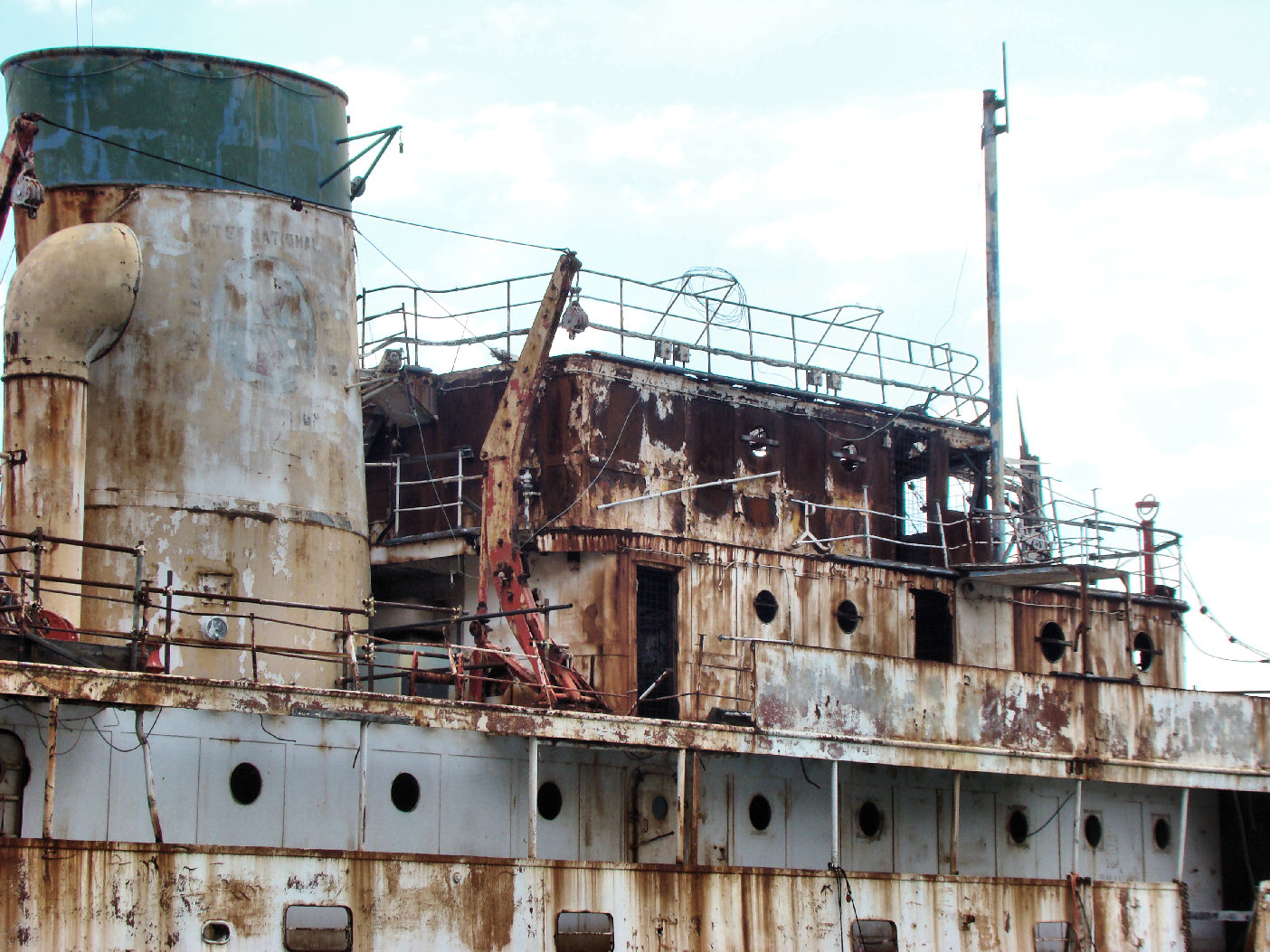
La Spezia, détail du Williamsburg (2008).
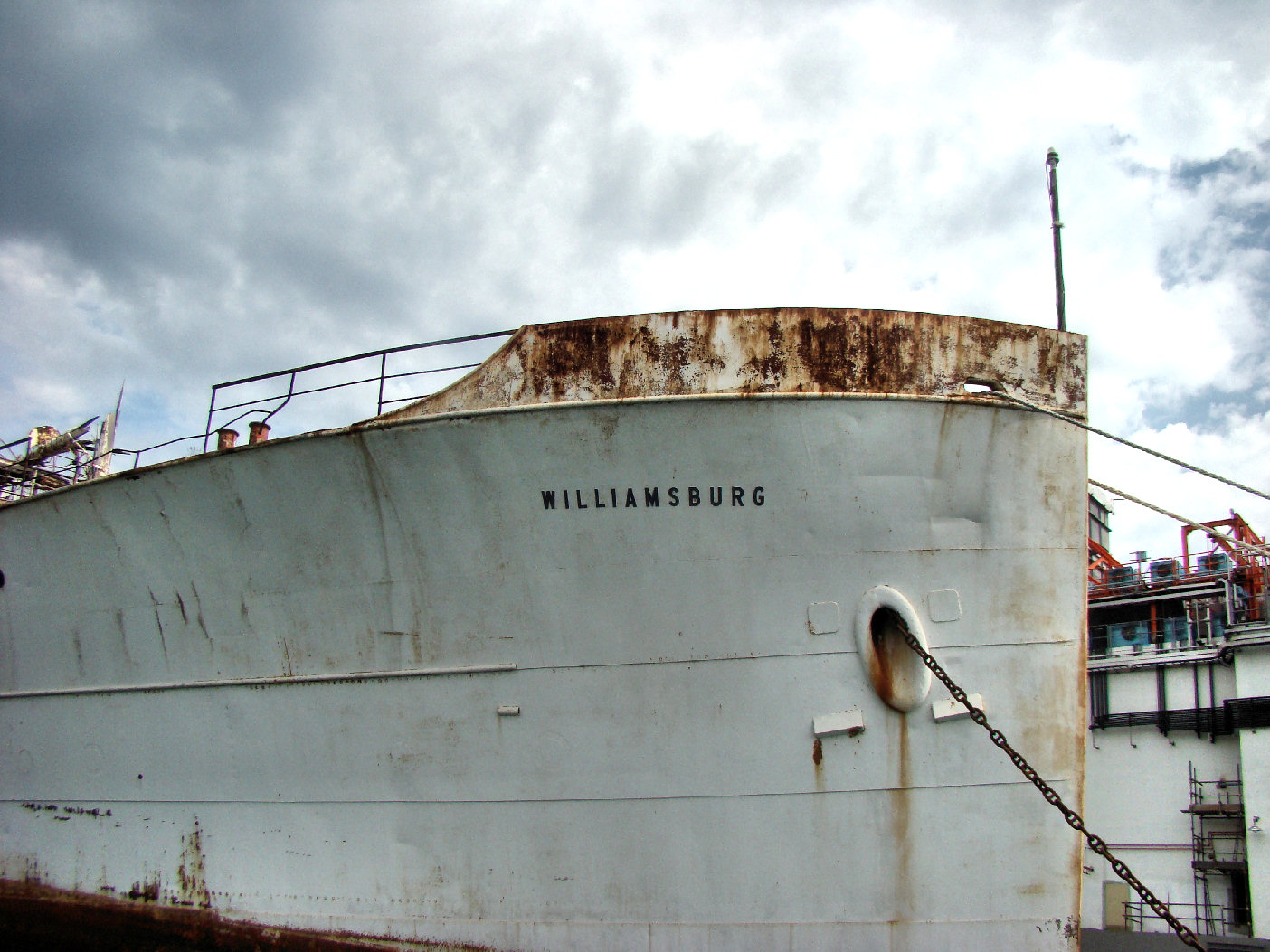
La Spezia, 2008.

Le Williamsburg se trouve actuellement, en très mauvais état, amarré à un quai de La Spezia en Italie. Il est à la vente par la Lloyd's Yacht & Ship Brokers LLC, société de Lake Park, en Floride.